# دانشگاه دورام
دانشگاه دورام (به انگلیسی: Durham University) یک دانشگاه تحقیقاتی دولتی در دورهام واقع در شمال‌شرق انگلستان است که توسط مصوبه پارلمان در سال ۱۸۳۲ میلادی تأسیس شد و منشور سلطنتی را در سال ۱۸۳۷ دریافت نمود.
دانشگاه دورام پس از دانشگاه‌های آکسفورد و کمبریج، سومین دانشگاه قدیمی انگلستان محسوب می‌شود.
دانشگاه دورام اولین دانشگاهی بود که بعد از ۶۰۰ سال در انگلستان تأسیس شد. پیش از دورام، آکسفورد و کمبریج تنها دانشگاه‌های معتبر انگلستان محسوب می‌شدند. این دانشگاه جز پرنفوذترین دانشگاه‌های انگلیسی زبان محسوب می‌شود و در سال ۲۰۱۱ در رتبه سوم معتبرترین دانشگاه بریتانیا قرار گرفت، خصوصاً برای مقطع لیسانس، ورود به دانشگاه دورهام بسیار رقابتی است.
از زمان تأسیس دانشگاه تا به امروز، تعداد قابل توجهی از مشاهیر، دانشمندان و سیاست‌مداران انگلیسی و بین‌المللی از این دانشگاه فارغ‌التحصیل شدند.